# Piccolo icosicosidodecaedro
In geometria, il piccolo icosicosidodecaedro è un poliedro stellato uniforme avente 52 facce - 20 triangolari, 20 esagonali e 12 a forma di pentagramma - 120 spigoli e 60 vertici.

## Coordinate cartesiane
Le coordinate cartesiane per i vertici del piccolo icosicosidodecaedro sono date da tutte le permutazioni pari di:
{\displaystyle \left(\,\pm 1,\,\pm 2\varphi ,\,\pm (\varphi -1)\,\right)}
{\displaystyle \left(\,0,\,\pm (\varphi +1),\,\pm (2\varphi -1)\,\right)}
{\displaystyle \left(\,\pm 1,\,\pm 2,\,\pm (\varphi +1)\,\right)}
dove {\displaystyle \varphi ={\tfrac {1+{\sqrt {5}}}{2}}} è la sezione aurea.

## Poliedri correlati
Il piccolo icosicosidodecaedro, spesso indicato con il simbolo U31 e avente come inviluppo convesso un rombicosidodecaedro non uniforme, ha la stessa disposizione di vertici del grande dodecaedro troncato stellato, inoltre, esso condivide la disposizione degli spigoli con il piccolo dodecicosidodecaedro ditringonale, con cui ha in comune la disposizione delle facce triangolari e pentagrammiche, e con il piccolo dodecicosaedro, con cui ha in comune la disposizione delle facce esagonali.
| Grande dodecaedro troncato stellato | Piccolo icosicosidodecaedro | Piccolo dodecicosidodecaedro ditrigonale | Piccolo dodecicosaedro |

### Piccolo esacontaedro icosacronico
Il piccolo esacontaedro icosacronico è un poliedro stellato isoedro, nonché il duale del piccolo icosicosidodecaedro, avente per facce 60 aquiloni.
Dato un piccolo icosicosidodecaedro di spigolo pari a 1, immaginando il piccolo esacontaedro icosacronico come composto da 60 facce intersecanti a forma di aquilone, come riportato nella figura sottostante, di cui solo una parte visibile all'esterno del solido, le facce risultanti hanno una coppia di angoli uguali di ampiezza pari a {\displaystyle \arccos({\frac {3}{4}}-{\frac {1}{20}}{\sqrt {5}})\approx 50,342\,524\,343\,87^{\circ }} e due angoli di ampiezza {\displaystyle \arccos(-{\frac {1}{12}}-{\frac {19}{60}}{\sqrt {5}})\approx 142,318\,554\,460\,55^{\circ }} e {\displaystyle \arccos(-{\frac {5}{12}}-{\frac {1}{60}}{\sqrt {5}})\approx 116,996\,396\,851\,70^{\circ }}, con il rapporto tra lati lunghi e lati corti pari a {\displaystyle {\frac {31+5{\sqrt {5}}}{38}}\approx 1,110\,008\,944\,41}.